# Kodjoléwo
Ne doit pas être confondu avec Kodjoleo.
Kodjoléwo (ou Kodjoleo, Kodjeleo) est une localité du Cameroun située dans l'arrondissement de Dargala, le département du Diamaré et la région de l’Extrême-Nord. Elle fait partie du lawanat de Kahéo.

## Population
En 1975, la localité comptait 195 habitants, dont 166 Peuls et 29 Massa.
Lors du recensement de 2005, on y a dénombré 391 personnes.